# Імператорське товариство заохочення мистецтв
Імператорське товариство заохочення мистецтв (російською — Императорское общество поощрения художеств, ОПХ), філантропічне товариство любителів мистецтва в Петербурзі (1821–1929). Існувало в Санкт-Петербурзі до 1929 року, було найстарішим в Росії — його історія відраховується з 1820 року. До 1882 року воно іменувалося Товариством заохочення художників. Засноване дворянами-меценатами.

## Історія
Товариство заохочення художників було засновано групою меценатів (І. А. Гагарін, П. А. Кікін, О. І. Дмитрієв-Мамонов та ін.) з метою сприяти розвитку образотворчих мистецтв, поширенню художніх знань, освіті художників і скульпторів  і т. п. 30 листопада 1821 року вони спільно з флігель-ад'ютантом Л. І. Кілем (автором) і начальником корпусу військових топографів полковником  Ф. Ф. Шубертом склали «Основні правила для керівництва до діяльності Товариства заохочення художників», які лягли в основу статуту товариства, затвердженого 28 квітня 1833 года  Миколою I. З моменту заснування товариство знаходилося під заступництвом імператора.
Товариство влаштовувало виставки, конкурси, дбало про збут творів. Подавало матеріальну допомогу на студії за кордоном й інші потреби, з якої користалися й українські мистці: Т. Шевченко, І. Сошенко, С. Алексєєв, А. Мокрицький, Г. Лапченко, П. Борисполець, К. Трутовський, С. Васильківський, М. Самокиша.
Ще до затвердження статуту на гранти суспільства (так званий пенсіон) за кордон для навчання їздили молоді художники:  К. П. Брюллов і  О. П. Брюллов (1822),  О. А. Іванов (1827); товариство сприяло звільненню талановитих кріпаків художників з кріпацтва, надавало їм матеріальну підтримку (брати Чернецови,  Т. Г. Шевченко,  І. С. Щедровський,  О. А. Агін та інші).
Товариство зіграло найважливішу роль в пропаганді образотворчого мистецтва шляхом тиражування творів, завдяки товариству в Росії серйозно було просунути розвиток естампу:  літографії і  ксилографії.
При суспільстві були школа з майстернями і музей з бібліотекою і постійної художньою виставкою. Художньо-промисловий музей був організований в 1870 році з ініціативи секретаря товариства  Д. В. Григоровича; основу його фонду склала колекція предметів прикладного мистецтва  В. Л. Наришкіна. Директором музею став Д. В. Григорович. У період 1899—1914 років його очолював  М. П. Боткін, в 1914—1917 —  П. П. Гнєдич, з 1917 року —  С. П. Яремич.
У 1860-і роки Товариство заснувало відкриті щорічні конкурси з живопису і прикладних мистецтв, за результатами яких присуджувалися іменні грошові премії: ім.  В. П. Боткіна — з жанрового живопису, ім. графа  С. Г. Строганова — за пейзажі, ім. графа  П. С. Строганова — за ліплення, ім.  В. П. Гаєвського — за історичний жанр (гравірування? [уточнити]), ім.  принцеси Є. М. Ольденбургскої — за гравюру на дереві, ім.  І. П. Балашова — за декоративний живопис, ім. В. Л. Наришкіна — за різьбу по дереву.
Саме суспільство складалося з невизначеного числа дійсних членів, членів-учасників і членів-кореспондентів. Для управління справами товариства збори дійсних членів обирали з-поміж себе комітет, який завідував усім майном і сумами товариства, влаштовував виставки картин, визначав допомогу на утримання художникам, а так само і грошові позики під заставу їхніх творів і т.п. Суспільству було надано право доводити безпосередньо до найвищого слуху відомості про «предмети, що відносяться до заохочення мистецтв у Росії і про художників, що відзначаються»; воно могло видавати медалі для заохочення художників і на честь знаменитих російських художників, а також іноземних, які присвятили свої праці Росії. Суспільству дозволялося видавати художні твори. Щорічно товариство призначало конкурс на премії, що видаються в нагороду за кращі твори російських художників.
Згідно зі статутом 1882 року товариство взяло найменування - Імператорське товариство заохочення мистецтв.
Капітал товариства на 1 вересня 1900 року складав 211 039 руб. Прихід в 1900-1901 роках був обчислений в 101 077 руб., витрата - в 101032 руб. Виставки суспільства залучили понад 56 тисяч відвідувачів і сприяли продажу художніх творів на 33900 руб. До 1 січня 1901 року в особистому складі суспільства значилося: осіб імператорського прізвища - 14, дійсних членів - 74, членів-учасників - 173, а всього - 261 особа. З 1878 року головувала принцеса Ольденбурзька.
З 1892 року Комітет товариства видавав журнал «Мистецтво і художня промисловість» («Искусство и художественная промышленность»), який з січня 1901 року було замінено щомісячним виданням «Художні скарби Росії» («Художественные сокровища России») під редакцією  О. М. Бенуа (виходив до 1907 року; з 1903 - під редакцією  А. В. Прахова). 
Головами Комітету товариства були  П. А. Кікін (до 1834),  В. В. Мусін-Пушкін-Брюс (1835-1836),  К. О. Наришкін (1836-1838),  П. І. Кутайсов (1838-1839); з 1840 року цей пост займали представники імператорського прізвища:  герцог Максиміліан Лейхтенбергський (до 1851), його вдова велика княгиня  Марія Миколаївна (до 1875), їхня дочка принцеса Євгенія Ольденбурзька (до 1915), великий князь Петро Миколайович (до 1917). Поточною роботою керували секретарі:  Ф. Ф. Шуберт (1820-1833),  В. І. Григорович (1833-1842),  М. І. Мусін-Пушкін (1853-1856),  Ф. Ф. Львів (1856-1864), Д. В. Григорович (1864-1884),  М. П. Собко (1884-1900),  М. К. Реріх (1901-1906);  В. І. Зарубін (1906-1917).

### Малювальна школа
Товариство з 1857 утримувало в Петербурзі рисувальну школу.
Положення (і штати) про державну Художню школу імператор Микола I підписав 29 вересня 1839 року. Спочатку вчили тільки кресленню, малюванню і ліпленню . Метою відкриття школи була підготовка майстрів для художньої промисловості (з робітничого середовища) і викладачів для подібних шкіл (невеликі приватні художні школи і малярські класи при промислових підприємствах існували з 1806 року). Прийом учнів проводився круглий рік. Навчання було безкоштовним.
У грудні 1857 року через відомства Міністерства фінансів школа була передана Товариству заохочення мистецтв; навчання стало платним, але найздібніших з часом стали звільняти від плати і навіть давати стипендії. У 1889 році були відкриті перші приміські відділення школи для незаможних дітей. З 1901 року по два випускника школи прямували в закордонні відрядження.
Спочатку школа розташовувалася в будівлі Петербурзької митниці; в 1878 році вона переїхала в будинок товариства.
Довгий час викладали в школі  М. П. Клодт (1865-1867, 1875-1913),  А. Г. Горавський (1865-1885),  В. П. Крейтан (1870-1891), а в 1876 році в числі викладачів з'явився випускник цієї школи  І. С. Панов . В 1878 році історію мистецтв, акварельний живопис і створення декоративних малюнків в художній школі почав викладати  Є. А. Сабанєєв; з 1881 року він був її директором. З 1887 року тут викладали  О. Ф. Афанасьєв,  Я. Ф. Ціонглінський,  М. П. Загорський,  Е. К. Ліпгарт.
У 1906 році директором школи став М. К. Реріх, який створив художньо-промислові майстерні: рукодільна і ткацька (1908), іконописна (1909), кераміки та живопису по порцеляні (1910), карбування (1913) та інші. Історію мистецтв був запрошений читати  С. К. Маковський. На запрошення Реріха в школі викладали   І. Я. Білібін,  А. І. Вахрамєєв,  К. Х. Вроблевський,  Д. М. Кардовський,  А. О. Рилов,  О. В. Щусєв.
Після  Жовтневої революції, з липня 1918 року, функції малювальної школи стали виконувати безкоштовні «Курси малювання і креслення» на Ливарному проспекті, що перетворилися згодом в Ленінградське художнє училище імені В. А. Сєрова.

## Будівля

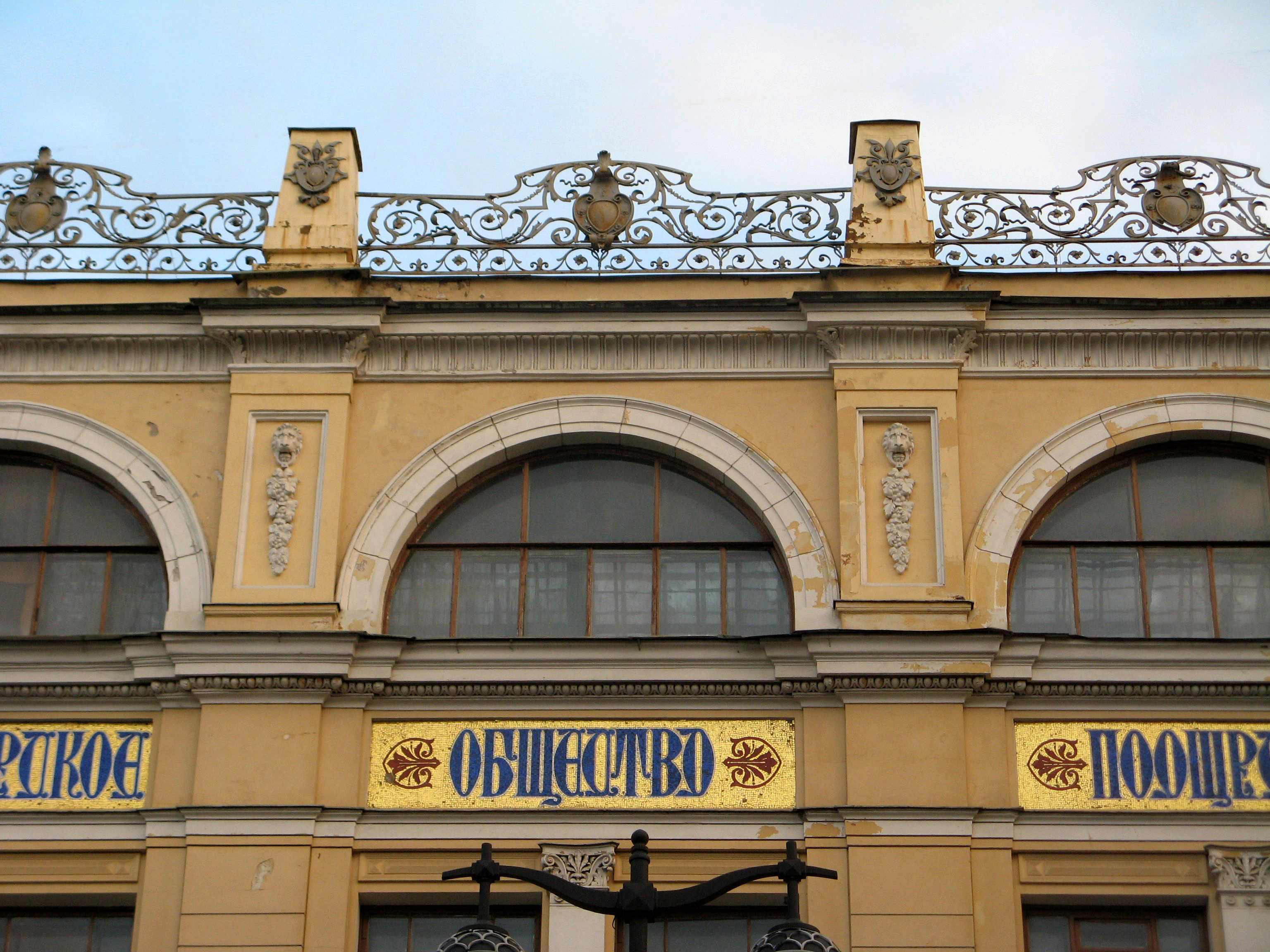
Верхня частина фасаду по Великій Морській вулиці

Спочатку збори Товариства проходили на квартирі князя І. А. Гагаріна в будинку на розі  набережній річки Мойки і Зимньої канавки (будинок № 48). У 1831 році було отримано дозвіл безкоштовно проводити збори в одному з приміщень Румянцевського музеума (Англійська набережна, 44). Пізніше збори влаштовувалися в будинку на Екатерінгофскому проспекті (нині — проспект Римського-Корсакова, будинок № 31), з 1855 року — в будинку Тура (4-5-та лінії Васильєвського острова будинок № 4).
Спеціальна будівля для Імператорського товариства заохочення мистецтв було побудовано на місці отриманого від скарбниці в 1870 р. Товариством заохочення мистецтв колишнього обер-поліцмейстерской будинку на  Великій Морській вулиці, № 38. В 1877 1878 рр. будівля була перебудована за проектом  М. Є. Месмахера, а в 1890—1893 рр. ще раз перебудовано за проектом архітектора  І. С. Кітнера, після чого будівля отримала існуючий нині вигляд. Фасад будівлі, що виходить на набережну Мийки (будинок № 83), був також перебудований Кітнером.
У будівлі розмістилися Малювальна школа, художньо-промисловий музей, художній магазин і виставкові зали.
З 1932 року в будівлі знаходилася Ленінградська організація Спілки художників РРФСР, а в подальшому — її правонаступник Санкт-Петербурзьке відділення  Спілки художників Росії.